# سيباستيانو روسي
سيباستيانو روسي (Sebastiano Rossi) ، (تشيزينا، 20 يوليو 1964) ، حارس مرمى كرة قدم إيطالي سابق.
لعب مع إيه سي ميلان اثنى عشر موسما احرز خلالها 5 بطولات دوري وبطولة كأس ابطال أوروبا وثلاث بطولات سوبر إيطالي وبطولة كاس الإنتركونتينينتال وكأس السوبر الأوروبي. يمتلك ثاني أفضل رقم قياسي في المحافظة على نظافة شباكة بعد الحارس التاريخي ليوفنتوس الإيطالي [بوفون]حيث حافظ عليها لمدة 929 دقيقة في موسم 1993-1994 .

## روابط خارجية
- سيباستيانو روسي على موقع الاتحاد الأوربي (الإنجليزية)
- سيباستيانو روسي على موقع قاعدة بيانات كرة القدم.إي يو (الإنجليزية)
- سيباستيانو روسي على موقع Soccerway.com (الإنجليزية)
- سيباستيانو روسي على موقع عالم كرة القدم.نت (الإنجليزية)